# اضطهاد المصابين بالمهق

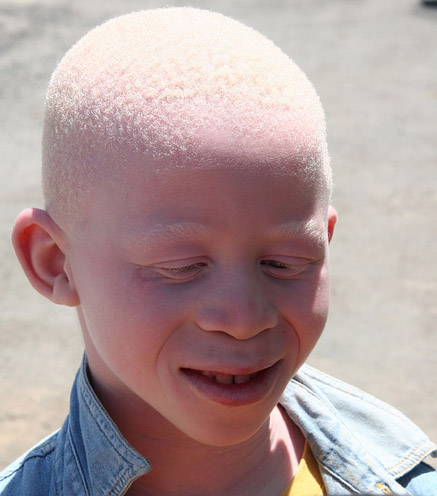
طفل مصاب بالمهق

إن اضطهاد المصابين بالمهق (تحت الاختصار PWA) يعتمد على الاعتقاد بأن بعض أجزاء الجسم عند المصابين بالبرص تنقل قوى سحرية. تتواجد هذه الخرافات بشكل خاص في منطقة البحيرات العظمى الأفريقية، وقد تم نشرها واستغلالها من قبل الأطباء السحرة وغيرهم ممن يستخدمون أجزاء الجسم كمكونات في الطقوس والبدع والجرعات التي يدّعون أنها تجلب الرفاهية لمن يستخدمها (تشويه أو قتل طبي).
ونتيجة لذلك، يتعرض الأشخاص المصابين بالبرص للاضطهاد والقتل والتشويه، كما يتم حفر قبورهم وتدنيسها في بعض الأحيان. وفي الوقت نفسه، يتم نبذ وقتل الأشخاص المصابين بالبرص لأسباب معاكسة تماماً، لأنه يُعتقد بأنهم ملعونون ويجلبون الحظ السيء. يحدث هذا الاضطهاد في الغالب في المجتمعات الإفريقية وجنوب الصحراء الكبرى ولا سيما الأفارقة الشرقيين.
البرص هو حالة وراثية نادرة للغاية، وتؤثر في جميع أنحاء العالم على كل واحد من بين كل 20 ألف شخص. على الرغم من ندرة وجوده في العالم الغربي، إلا أن البرص شائع جداً في إفريقيا وجنوب الصحراء الكبرى، ومن المرجح أن السبب يعود لزواج الأقارب. حيث يجب على كلا الوالدين اللذين قد يكونا مصابين أو غير مصابين بمرض البرص أن يحملا الجين ليتم نقله للطفل. يصيب البرص كل من الذكور والإناث ولا يقتصر على عرق أو مجموعة عرقية دون الأخرى. تشير الإحصائيات إلى أن 50% من الأشخاص المصابين بالبرص في تنزانيا يمتلكون قريب لهم مصاب بنفس المرض. على الرغم من انتشار الجهل والمعلومات الخاطئة حول الأسباب الطبية والجينية المؤدي للبرص، يعتقد العديد أنه عقاب من الله أو سوء حظ، وأن مرضهم هذا يمكن أن يكون معدياً، لا يقتصر الأمر على عامة الناس في هذه المناطق بل على الكوادر الطبية أيضاً. تساهم هذه المفاهيم الخاطئة إلى جانب الافتقار إلى التعليم في جعل المصابين بالبرص عرضة للاضطهاد. كما يؤدي النقص المعرفي بهذا الخصوص إلى انتشار الحكايات الشعبية والخرافات والسحر لتحلّ محل الحقائق الطبية والعلمية في أذهان الكثير من الأفارقة الأصليين، مما يؤثر بدوره على الاندماج الاجتماعي للمصابين بالبرص ضمن المجتمع الإفريقي، حيث يموت 98% من المصابين بالبرص في سن الأربعين لأسباب يمكن منعها بسهولة.

## الإحصائيات الحالية لاضطهاد المصابين بالبرص
صدر تقرير في 1 نيسان عام 2014 من العاصمة دار السلام عبر مكتب الجمعية الخيرية الكندية «تحت ذات الشمس»، تحت عنوان «الاعتداءات المبلغ عنها للأشخاص المصابين بالمهق». تستعرض الوثيقة 180 دولة وتسجل 129 عملي قتل حديثة و181 هجوم آخر في 23 دولة إفريقية، وتشمل هذه الهجمات التشويه والعنف وانتهاك القبور وحالات اللجوء.

### تنزانيا
تمثل نسبة الإصابة بالبرص في تنزانيا حوالي حالة واحدة من كل 1429 ولادة، وهو معدل عال للغاية مقارنة بأي دولة أخرى. هاجر عدد كبير من المصابين إلى منطقة العاصمة دار السلام لأنهم يشعرون بالأمان ضمن بيئة حضرية. تنتشر الخرافات حول هذا المرض بسبب وجود نقص في التعليم، حيث يعتقد بعض الرجال أن أم المصاب غير مخلصة لزوجها وخانته مع رجل أبيض أو أنه شبح لمستعمر أوروبي. يسبب هذا النقص المعرفي ضغط هائل على الأسر والعلاقات الأسرية، كما أنه كثيراً ما ينظر إلى الطفل المصاب بالبرص على أنه فأل سيء ويعامل على أنه غير مرغوب فيه مما يجعل هؤلاء الأطفال ضحايا محتملين للقتل بسبب هذه الآراء المعتمدة على الخرافات.

### مالاوي
شهدت مالاوي ارتفاعاً حاداً في عمليات القتل ضد المصابين بالبرص بعد أن سنّت تنزانيا قوانين أكثر صرامة ضد العنف. وفي عام 2017 عثرت الشرطة على 39 حالة من عمليات إزالة غير قانونية لجثث المصابين بالبرص من قبورهم أو إزالة أجزاء من أجسادهم. وفي ظاهرة أخرى، اتّهم الزعماء الدينيين والشرطة والمسؤولين الحكوميين بقتل المواطنين المصابين بالبرص في مالاوي. كانت الخطة التي اتبعها الرئيس موثاريكا تقوم على تجريم قتل المصابين بالبرص بالإعدام، إلا أن الحكومة تغيّرت عام 1994 وتغيّر معها حكم الإعدام إلى السجن مدى الحياة.

## أصول الأساطير والخرافات التي تسبب الاضطهاد ضد المصابين بالبرص
أدت الطقوس الإفريقية والأفكار الروحانية حول البرص إلى القتل الوحشي والهجمات على الرجال والنساء والأطفال الأبرياء. قدّم عضو الكونغرس الأمريكي جيري كونولي عام 2010 تشريعاً لحماية المصابين بالبرص، وحثّ الحكومات المحلية على حمايتهم مشيراً إلى أنه بمساعدتهم يمكن وضع حد لهذه الجرائم المروعة والبشعة.
من الواضح أن القوى المحركة الرئيسية التي تقوم عليها الجرائم النمطية هي الجهل والأساطير والخرافات، كالاعتقاد بأن الأفراد المصابين بالبرص يمتلكون قوى خارقة أو أن أجزاء أجسامهم تجلب الثروة والصحة. عزز هذه الأساطير الأطباء المحليون الساحليون، وقد استمرت هذه الخرافات لقرون من الممارسات الطقسية والمعتقدات الأسطورية. يزعم كبار ضباط الشرطة أنه يمكن بيع أجزاء جسم المصابين بالبرص بمبلغ 75000 دولار أمريكي في السوق السوداء لمجموعة من الذراعين والساقين والأذنين والأعضاء التناسلية.
كما أنه من الشائع اعتقاده أن المصابين بالبرص ينخفض لديهم مستوى القدرة الدماغية مقارنة «بالأشخاص العاديين»، وبالرغم من أن الحقائق تقول بأن المصابين بالبرص يعانون من شكل من أشكال ضعف البصر إلا أنه لا يوجد أي مرافق تعليمية كافية أو إمدادات أو تمويل لدعم الأطفال المصابين بالبرص ذوي الرؤية المحدودة. تشمل وجهة النظر العامة في جميع الثقافات تقريباً في منطقة شرق أفريقيا أن المصابين بالبرص هم أفراد غير مرغوب بهم، مما استدعى إنشاء منازل ومدارس خاصة بهم كبيئات آمنة للتعلم والنمو والإقامة الدائمة.
ومن الأساطير الأخرى التي تفرض خطراً على المصابين بالبرص هي الاعتقاد بأن الجماع الجنسي مع امرأة أو فتاة مصابة بالبرص يمكن أن يعالج مرض نقص المناعة المكتسبة أو الإيدز.:79 كما يعتقد أيضاً أن التضحية بالمصابين بالبرص هي إرضاء لـ«إله الجبل» عند الخوف من ثوران بركان.:79

## خطط مستقبلية
يقول الأمين العام للاتحاد الدولي بيكيلي جيليتا أن البرص هو أكثر نقاط الضعف المؤسفة، ويجب معالجته على الفور على المستوى الدولي. ويعتبر تصريحه هذا بمثابة صرخة لمساعدة المصابين بالبرص وحمايتهم من التعرض لأعمال القتل اللاإنسانية وحمايتهم أيضاً من صائدي أعضاء المصابين بالبرص. من الواضح أن المصابين بالبرص يواجهون العديد من القضايا في حياتهم، ويجب حمايتهم على أساس حقوق الإنسان، ومن الضروري إعلام المجتمع الطبي والجمهور الوطني والدولي العام عن المآسي التي يواجهها المصابين بالبرص من سرطان الجلد والقتل الطقسي من قبل الأفراد الذين يسعون للثروة من خلال الأسواق السرية التي تقوم على السحر.

## منظمات لمنع الاضطهاد
لقد تم إنشاء العديد من المنظمات للمساعدة في حماية مجتمعات المصابين بالبرص، كما أنه قد تم إنتاج أفلام لتشجيع وتثقيف وخلق فهم دولي لما يتعرض له الأشخاص المصابين بالبرص في عالم حديث لا يزال يتعامل مع الطقوس والممارسات القديمة التي تشجع على القتل لأغراض الطب. وكل ما قد ذكر يندرج ضد جميع التشريعات الدولية لحقوق الإنسان، وبالتالي من المهم حماية هؤلاء الأشخاص بصورة جماعية. تم إيجاد منظمات مثل المنظمة الوطنية للمصابين بالبرص ونقع التصبغ (NOAH) ومركز تنزانيا للمصابين بالبرص (TAC) في تنزانيا، تهدف هذه المنظمات إلى تحسين حياة المصابين بهذا المرض وتقديم المساعدة التعليمية والطبية كي يتمكنوا من العيش حياة آمنة ومقبولة ومزدهرة في المجتمع الذي يختارونه. هنالك مجموعات أخرى مساعدة مثل مساعدة الأطفال المحتاجين (ACN) وتحت ذات الشمس.

## رد الفعل الدولي
بعد الأحداث التي شملت قتل ثلاثة أشخاص من المصابين بالبرص على يد تنزانيين، وبعد أن انتشر الخبر من قبل هيئة الإذاعة البريطانية (BBC) وغيرها، أدان البرلمان الأوروبي بشدة قتل المصابين بالبرص في تنزانيا في 4 أيلول عام 2008. كما مرر مجلس النواب الأمريكي القرار 1088 الذي قدّمه النائب جيري كونولي وتم التصويت عليه في 22 شباط عام 2010. أدان القرار الهجمات وعمليات القتل وصنّفها على أنها انتهاكات لحقوق الإنسان، وحث حكومتي تنزانيا وبوروندي على مقاضاة مثل هذه القضايا بحزم وإجراء عمليات تثقيفية لمكافحة المعتقدات الخرافية التي تكمن وراء هذه الهجمات العنيفة.